# Jack Dean
Pour les articles homonymes, voir Dean.
John Wooster Dean, né John H. Donovan le 15 septembre 1874  à Bridgeport (Connecticut) et mort le 23 juin 1950 à New York, plus connu sous le nom de Jack Dean, est un acteur américain du cinéma muet. 

## Biographie
Dean épouse l'actrice Fannie Ward après le divorce de celle-ci de son premier mari et apparaît dans plusieurs films à ses côtés. 
Il est mort d'une attaque cardiaque à  New York, dans son appartement de Park Avenue, en 1950,.

## Filmographie partielle
- 1915 : Forfaiture (The Cheat) de Cecil B. DeMille : Richard Hardy
- 1916 : The Years of the Locust de George Melford : Dirck Mead
- 1916 : La Passerelle ou Un Témoin dans la nuit (For the Defense) de Frank Reicher : Jim Webster
- 1916 : L'Inutile Sacrifice (A Gutter Magdalene) de George Melford : 	Steve Boyce
- 1916 : La Petite Tennessie (Tennessee's Pardner) de George Melford : Jack Hunter
- 1916 : Chaque perle, une larme (Each Pearl a Tear) de George Melford : John Clarke
- 1917 : Betty à la rescousse (Betty to the Rescue) de Frank Reicher : John Kenwood
- 1917 : Un joli monsieur (Her Strange Wedding) de George Melford : Dr. Max Brownell
- 1917 : Le Globe magique (The Crystal Gazer) de George Melford : le grand Glen Carter, alias Calistro
- 1919 : Sealed Hearts de Ralph Ince : Mr. Gray